# Palacio de la Cotilla
El palacio de la Cotilla o de los marqueses de Villamejor es un palacete del siglo XVII situado en el centro de Guadalajara (España). Perteneció a los marqueses de Villamejor. Actualmente el edificio es utilizado como escuela municipal de artes.

## Historia
Fue construido en las primeras décadas del siglo XVII sobre las casas de Inés de la Cotilla, mujer hacendada de Guadalajara en el siglo XVI.
Se trata de un edificio de dos plantas, de gran superficie , siguiendo los modelos arquitectónicos de la época, con fachada sencilla de ladrillo visto con casetones de mampostería, portada de piedra caliza blanca, blasonada y con balconaje, destacando las fuertes rejas que defienden las ventanas. La fachada posterior da a un espacio abierto para huerta y jardín.

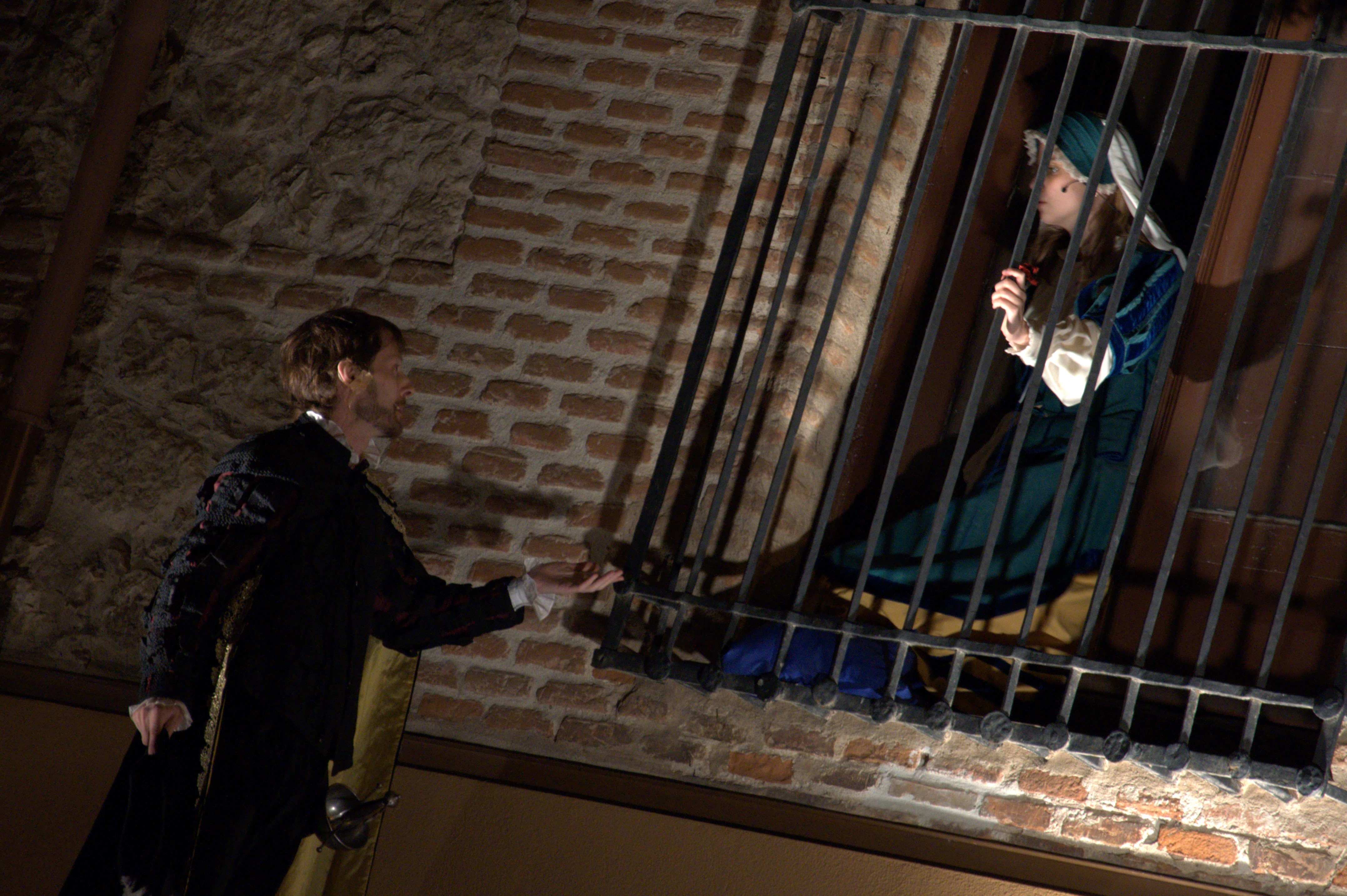
Representación teatral del Tenorio Mendocino en una de las ventanas enrejadas de la fachada del palacio de la Cotilla

El interior se articula en dependencias intercomunicadas en torno a un patio central con un corredor sustentado por columnas calizas y capiteles tallados.
En 1892, sus propietarios, Ignacio Figueroa y Ana de Torres, marqueses de Villamejor y padres del que después sería conde de Romanones, encargaron al arquitecto Manuel Medrano de Miguel las obras de ampliación del palacio hacia la huerta, con un nuevo diseño más armonizador aunque respetando la tipología original. 
En noviembre de 1920, el inmueble sufrió un aparatoso incendio, por lo que se tuvieron que acometer importantes obras de reconstrucción.
Durante la guerra civil se emplearon sus galerías subterráneas y sótanos como refugio.
En 2022 se abrió el expediente para declararlo bien de interés cultural en la categoría de monumento por ser «uno de los pocos ejemplos que quedan en la ciudad de la arquitectura civil del siglo XVII y por el valor patrimonial de los ornamentos y componentes arquitectónicos que atesora en su interior». Quedó finalmente declarado como tal en noviembre de 2023.

## Salón chino

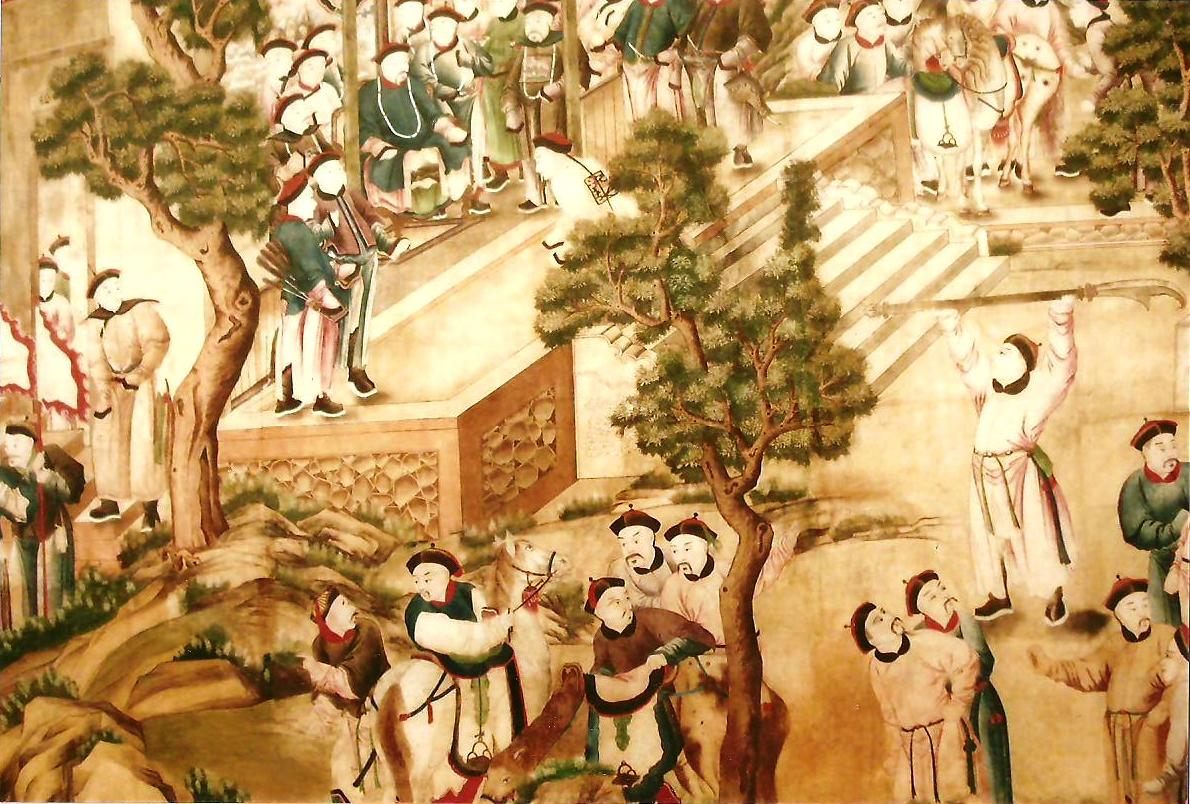
Detalle del papel que adorna las paredes del salón chino

La estancia más valiosa del Palacio de la Cotilla es el salón del té, una sala principal, con luces a la fachada principal, dotada de un pequeño escenario flanqueado por dos columnas laterales que albergaban el espacio idóneo para representaciones teatrales y conciertos musicales, actividades propias para el entretenimiento de la nobleza de finales del siglo XIX. El salón estaba planteado con un programa decorativo que alternaba muebles de estilo versallesco con elementos orientales. 
Todos los paramentos, a excepción de los del escenario, están pintados con un papel pintado a mano en el que se representan distintas escenas de la vida de la China medieval, basadas en leyendas épicas. Es un ejemplo decorativo de la dinastía Qing que surge del gusto naturalista y realista de la pintura china clásica resultante del uso del dibujo a tinta.